# Ronde van de Algarve 2008
De Ronde van de Algarve 2008 (Portugees: Volta ao Algarve 2008) werd gehouden van 20 tot en met 24 februari in Portugal. De ronde wordt sinds 1960 georganiseerd. Het was de 34ste editie van deze rittenkoers, die sinds 2005 deel uitmaakte van de UCI Europe Tour (categorie 2.1). De koers werd gewonnen door Stijn Devolder. Hij legde de basis voor zijn eindoverwinning in de vierde etappe: een individuele tijdrit over 34 kilometer van Castro Marim naar Tavira. Titelverdediger was de Italiaan Alessandro Petacchi, die zijn titel niet verdedigde omdat hij deelnam aan de Ronde van Andalusië. Van de 178 gestarte renners bereikten 134 de eindstreep in Portimão.

## Etappe-uitslagen

### 1e etappe
| Albufeira – Faro (164.4 km) |                |                   |          |
| Plaats                      | Naam           | Ploeg             | Tijd     |
| Winnaar                     | Robert Förster | Team Gerolsteiner | 4u17'30" |
| 2                           | Tomas Vaitkus  | Team Astana       | +00' 01" |
| 3                           | Erik Zabel     | Team Milram       | z.t.     |

### 2e etappe
| Lagoa – Lagos (189.5 km) |                |                   |          |
| Plaats                   | Naam           | Ploeg             | Tijd     |
| Winnaar                  | Tomas Vaitkus  | Team Astana       | 4u32'18" |
| 2                        | Robert Förster | Team Gerolsteiner | +00' 04" |
| 3                        | Björn Schröder | Team Milram       | +00' 06" |

### 3e etappe
| Vila Real de Santo António – Loulé (207.7 km) |                  |                    |          |
| Plaats                                        | Naam             | Ploeg              | Tijd     |
| Winnaar                                       | Robert Förster   | Team Gerolsteiner  | 5u27'41" |
| 2                                             | Jürgen Roelandts | Silence-Lotto      | z.t.     |
| 3                                             | Lilian Jégou     | Française des Jeux | z.t.     |

### 4e etappe
| Castro Marim – Tavira (individuele tijdrit over 34 km) |                  |                              |          |
| Plaats                                                 | Naam             | Ploeg                        | Tijd     |
| Winnaar                                                | Stijn Devolder   | Quickstep                    | 0h35'33" |
| 2                                                      | Sylvain Chavanel | Cofidis credit par telephone | +00' 22" |
| 3                                                      | Héctor Guerra    | Liberty Seguros              | +00' 33" |

### 5e etappe
| Vila do Bispo – Portimão (193.5 km) |                 |                    |          |
| Plaats                              | Naam            | Ploeg              | Tijd     |
| Winnaar                             | Bernhard Eisel  | Team HTC-High Road | 4u49'36" |
| 2                                   | Rui Costa       | Benfica            | +00' 03" |
| 3                                   | Celestino Pinho | Barbot-Siper       | z.t.     |

## Eindklassementen
| Plaats    | Naam              | Ploeg                        | Tijd      |
| --------- | ----------------- | ---------------------------- | --------- |
| Gele trui | Stijn Devolder    | Quickstep                    | 19u42'59" |
| 2         | Sylvain Chavanel  | Cofidis credit par telephone | + 00' 22" |
| 3         | Tomas Vaitkus     | Team Astana                  | + 00' 32" |
| 4         | Héctor Guerra     | Liberty Seguros              | + 00' 33" |
| 5         | Martín Garrido    | Palmeiras Resort-Tavira      | + 01' 03" |
| 6         | Jürgen Roelandts  | Silence-Lotto                | + 01' 05" |
| 7         | Pedro Romero      | LA-MSS                       | + 01' 06" |
| 8         | Andreas Klöden    | Team Astana                  | + 01' 07" |
| 9         | Rubén Plaza       | Benfica                      | + 01' 13" |
| 10        | Markus Fothen     | Team Gerolsteiner            | + 01' 18" |
|           |                   |                              |           |
| 31        | Coen Vermeltfoort | Rabobank Continental         | + 02' 58" |

| Plaats      | Naam           | Ploeg              | Punten |
| ----------- | -------------- | ------------------ | ------ |
| Groene trui | Robert Förster | Team Gerolsteiner  | 70     |
| 2           | Tomas Vaitkus  | Team Astana        | 45     |
| 3           | Bernhard Eisel | Team HTC-High Road | 33     |

| Plaats    | Naam              | Ploeg                   | Punten |
| --------- | ----------------- | ----------------------- | ------ |
| Rode trui | Krassimir Vasilev | Palmeiras Resort-Tavira | 26     |
| 2         | Antonio Cosme     | Madeinox-Boavista       | 19     |
| 3         | Celestino Pinho   | Barbot-Siper            | 11     |

| Plaats     | Naam              | Ploeg                        | Punten |
| ---------- | ----------------- | ---------------------------- | ------ |
| Witte trui | Antonio Cosme     | Madeinox-Boavista            | 11     |
| 2          | Celestino Pinho   | Barbot-Siper                 | 5      |
| 3          | Staf Scheirlinckx | Cofidis credit par telephone | 3      |

| Plaats      | Naam                | Ploeg                        | Punten |
| ----------- | ------------------- | ---------------------------- | ------ |
| Oranje trui | Staf Scheirlinckx   | Cofidis credit par telephone | 3      |
| 2           | Constantino Zaballa | LA-MSS                       | 3      |
| 3           | Celestino Pinho     | Barbot-Siper                 | 3      |

| Plaats | Ploeg                        | Tijd      |
| ------ | ---------------------------- | --------- |
|        | Astana                       | 59u12'54" |
| 2      | Palmeiras Resort-Tavira      | +00' 18"  |
| 3      | Cofidis credit par telephone | +01' 03"  |

1960 · 1961 · 1962-1976 · 1977 · 1978 · 1979 · 1980 · 1981 · 1982 · 1983 · 1984 · 1985 · 1986 · 1987 · 1988 · 1989 · 1990 · 1991 · 1992 · 1993 · 1994 · 1995 · 1996 · 1997 · 1998 · 1999 · 2000 · 2001 · 2002 · 2003 · 2004 · 2005 · 2006 · 2007 · 2008 · 2009 · 2010 · 2011 · 2012 · 2013 · 2014 · 2015 · 2016 · 2017 · 2018 · 2019 · 2020 · 2021 · 2022 · 2023 · 2024 · 2025